# Mafalda (pel·lícula)
 Mafalda és una pel·lícula de l'Argentina filmada en Eastmancolor dirigida per Carlos Márquez segons el guió d'Alberto Cabado sobre la historieta del mateix nom de Quino que es va estrenar el 3 de desembre de 1981. Consisteix en una recopilació de curts de la sèrie animada de 1971 amb diferent música, muntatge i veus dels personatges.

## Argument
La vida de Mafalda, la seva família i els seus amics durant un any des de l'inici de les classes fins al Nadal.

## El personatge
Mafalda és la protagonista d'una historieta publicada a l'Argentina des del 29 de setembre de 1964, en la revista Leoplán, fins al 25 de juny de 1973, en el setmanari Siete Días Ilustrados.
Representa l'aspiració idealista i utòpica de fer d'aquest un món millor, encara que l'emboliquen el pessimisme i la preocupació a causa de les circumstàncies sociopolítiques que afligeixen permanentment al nostre planeta. Els comentaris i ocurrències de Mafalda són mirall de les inquietuds socials i polítiques del món dels anys seixanta. Denúncia, a través de les seves dites i accions, la maldat i la incompetència de la humanitat i la ingenuïtat de les solucions proposades per als problemes mundials, com la fam i les guerres.

## Veus
- Susana Klein …Veu de Mafalda
- Cecilia Gispert …Veu de Miguelito i Felipe
- Nelly Hering …Veu de la Mare de Mafalda
- Oscar Silva …Veu del Pare de Mafalda
- Paqui Balaguer …Veu de Manolito
- Susana Sisto …Veu de Susanita
- María del Pilar Lebrón …Veu
- Marta Olivan …Veu
- Haydeé Lesker …Veu

## Animació
- Catú … Direcció d'animació
- Miguel Nanni … Animació
- Roberto Garcí … Animació
- Luis Cedrés … Animació
- Cirilli … Animació
- Rodríguez … Animación
- Zalnerovich … Animació
- Ubaldo Galuppo … Animació
- Desplats … Producció d'animació
- Rovira … Producció d'animació

## Comentaris
La Nación va opinar:
| « | «La mateixa adorable i càustica Mafalda.» | » |

Néstor Tirri a Clarín va dir:
| « | «El cinema nacional també sap dibuixar.» | » |

El Heraldo del Cine va escriure:
| « | «Només resultaria objectable en aquesta labor de l'animació nacional, l'elecció d'algunes veus…per a doblegar als personatges.» | » |

La Razón va opinar:
| « | «La filosa ironia d'una noia terrible.» | » |

Manrupe i Portela escriuen:
| « | «Poc feliç adaptació cinematogràfica de la diva major del comic argentí, remix dels seus curts televisius. El contestari de la historieta és aquí permissiu i endolcit, tal vegada a la recerca del públic infantil.» | » |

## Llançament
Es va estrenar en 30 sales de cinema el 3 de desembre de 1981, va ser distribuïda per Aries Cinematográfica Argentina.